# Chantelouve
Chantelouve là một xã thuộc tỉnh Isère, vùng Rhône-Alpes đông nam nước Pháp. Xã này nằm ở khu vực có độ cao từ 975-3023 mét trên mực nước biển.